# Walther Manshard
Walther Manshard (* 17. November 1923 in Hamburg-Eilbek; † 22. März 2023) war ein deutscher Geograph. Neben seinem wissenschaftlichen Beitrag zur geographischen Entwicklungsforschung war Manshard als Wissenschaftsfunktionär auf internationaler Ebene tätig, unter anderem als Generalsekretär der Internationalen Geographischen Union und als Vizerektor der Universität der Vereinten Nationen.

## Leben
Manshard wurde 1923 in Hamburg-Eilbek geboren. Nach dem Abitur 1942 am Hamburger Walddörfer-Gymnasium leistete er Kriegsdienst, bevor er ab 1945 an der Universität Hamburg Geographie, Völkerkunde und Geologie studierte. Manshard promovierte 1949 bei Ludwig Mecking in Geographie, Geologie sowie Ozeanographie und legte kurz darauf das Staatsexamen ab. Es folgte ein kurzer Forschungsaufenthalt am University College Southampton. Zusammen mit seiner Frau Kiku, die er in Southampton geheiratet hatte, ging er Ende 1951 an die afrikanische Westküste. Dort forschte und lehrte Manshard bis 1960 in Ghana, das bis 1957 als Goldküste britische Kolonie war. Nach der Habilitation 1959 an der Universität zu Köln bei Kurt Kayser, einem Schüler von Norbert Krebs, war er zunächst Dozent in Köln, bis er 1963 als Professor an die Justus-Liebig-Universität Gießen berufen wurde.
Von 1970 bis 1973 war Manshard für die UNESCO tätig, wo er als Leiter des Department of Environmental Sciences das internationale Forschungsprogramm „Man and the Biosphere“ mit aufbaute. Anschließend kehrte er wieder nach Deutschland zurück und übernahm einen Lehrstuhl an der Albert-Ludwigs-Universität Freiburg. Ab 1976 fungierte Manshard als Generalsekretär und Schatzmeister der Internationalen Geographischen Union (bis 1984) und ab 1977 als Vizerektor der Universität der Vereinten Nationen (bis 1980). Von 1980 bis zu seiner Emeritierung 1989 hatte er erneut einen Lehrstuhl in Freiburg inne. Manshard gehörte zu den 124 Gründungsmitgliedern des Consejo Cultural Mundial (dt.: Weltkulturrat).

## Werk
In seinem wissenschaftlichen Werk setzte sich Manshard mit agrar- und bevölkerungsgeographischen Fragen in der Entwicklungsforschung auseinander, etwa zum Umgang mit natürlichen Ressourcen und zu Umweltbelastungen. Sein Buch Agrargeographie der Tropen: Eine Einführung erschien 1974 in englischer Übersetzung (Tropical agriculture: a geographical introduction and appraisal).

## Auszeichnungen und Ehrungen
- Gustav-Nachtigal-Medaille in Silber der Gesellschaft für Erdkunde (1978)[6]
- Wahl zum Mitglied der Academia Europaea (1989)
- Ehrendoktorwürde der Universität von Ghana (1991)
- IGU Lauréat d'Honneur (1992)

## Schriften (Auswahl)
- Die geographischen Grundlagen der Wirtschaft Ghanas: Unter besonderer Berücksichtigung der agrarischen Entwicklung. Steiner-Verlag, Wiesbaden 1961 (Habilitationsschrift, Originaltitel: Die geographischen Grundlagen der Eingeborenenwirtschaft Ghanas in ihren natürlichen, historischen und sozialen Zusammenhängen.).
- Agrargeographie der Tropen: Eine Einführung. Bibliographisches Institut, Mannheim 1968.
- Afrika, südlich der Sahara (= Fischer-Länderkunde. Band 5). Fischer-Taschenbuch-Verlag, Frankfurt am Main 1970.
- Die Städte des tropischen Afrika (= Urbanisierung der Erde. Band 1). Borntraeger, Berlin / Stuttgart 1977, ISBN 3-443-39070-6.
- Kenneth Ruddle und Walther Manshard: Renewable Natural Resources and the Environment: Pressing Problems in the Developing World (= Natural Resources and the Environment Series. Band 2). Tycooly International Publishing, Dublin 1981, ISBN 0-907567-01-0.
- Entwicklungsprobleme in den Agrarräumen des tropischen Afrika. Wissenschaftliche Buchgesellschaft, Darmstadt 1988, ISBN 3-534-03901-7.
- Walther Manshard und Rüdiger Mäckel: Umwelt und Entwicklung in den Tropen: Naturpotential und Landnutzung. Wissenschaftliche Buchgesellschaft, Darmstadt 1995, ISBN 3-534-12304-2.

## Weiterführende Literatur
- Eckart Ehlers und Jörg Stadelbauer: Walther Manshard. In: Rundbrief Geographie. Nr. 302, Mai 2023, S. 58–61.
- Rüdiger Mäckel und Wolf-Dieter Sick (Hrsg.): Natürliche Ressourcen und ländliche Entwicklungsprobleme der Tropen: Festschrift für Walther Manshard (= Erdkundliches Wissen. Band 90). Steiner-Verlag, Stuttgart 1988, ISBN 3-515-05188-0.
- Walther Manshard: Als Geograph auf internationaler Bühne: Eine autobiographische Skizze (= Freiburger Studien zur geographischen Entwicklungsforschung. Band 16). Verlag für Entwicklungspolitik, Saarbrücken 1998, ISBN 3-88156-711-9.